# Шутов Олександр Валентинович
Олександр Валентинович Шутов (рос. Александр Валентинович Шутов; нар. 12 червня 1975, Балаклава, Кримська область, УРСР) — український та російський футболіст, півзахисник. Виступав за молодіжну збірну України (U-21).

## Клубна кар'єра
Вихованець ДЮСШ Балаклави. Перший тренер — М.О. Шуст. Закінчив Луганський спортінтернат. Першим професійний клуб був «Чайка» (Севастополь), але наступного року перейшов у «Таврію». Влітку 1994 року перейшов у «Зорю-МАЛС».
У березні 1995 року виїхав до Росії, де став гравцем «Ростсельмашу», а з 1996 по 1998 рік грав за московський «ЦСКА», також зіграв 3 матчі в футболці «армійців» у Кубку УЄФА 1996/97. У сезоні 1997/98 років був відданий в оренду одеському «Чорноморцю». Після повернення з оренди виступав у другій команді ЦСКА, а потім в аматорській команді «Гірник» з Балаклави.
У 1999 році разом з Андрієм Ніколаєвим перейшов на правах оренди в «Чорноморець» (Новоросійськ), потім виступав за «Славію» (Мозир), «Амкар», «Том». У 2006 році перейшов у «Таврію» на правах оренди. У січні 2010 року підписав річний контракт з ПФК «Севастополь», в складі севастопольців завершив професіональну кар'єру.

## Кар'єра в збірній
У 1996 році зіграв єдиний матч у футболці молодіжної збірної України.

## Досягнення

### Клубні
- Вища ліга чемпіонату Росії
  -  Срібний призер (1): 1998

- Білоруська футбольна вища ліга
  -  Чемпіон (1): 2000

- Кубок Білорусі
  - Володар (1): 2000